# Puchar Narodów Afryki 2019 (kwalifikacje)/Grupa K
W grupie K eliminacji Pucharu Narodów Afryki 2019 grają:
- Zambia
- Mozambik
- Gwinea Bissau
- Namibia

## Tabela
| Msc. | Zespół            | M | W | R | P | Br+ | Br- | +/- | Pkt |
| ---- | ----------------- | - | - | - | - | --- | --- | --- | --- |
| 1    | Gwinea Bissau (A) | 6 | 2 | 3 | 1 | 8   | 7   | +1  | 9   |
| 2    | Namibia (A)       | 6 | 2 | 2 | 2 | 5   | 8   | -3  | 8   |
| 3    | Mozambik          | 6 | 2 | 2 | 2 | 7   | 7   | 0   | 8   |
| 4    | Zambia            | 6 | 2 | 1 | 3 | 8   | 7   | +1  | 7   |

|               | Gwinea Bissau | Mozambik | Namibia | Zambia |
| ------------- | ------------- | -------- | ------- | ------ |
| Gwinea Bissau | X             | 2:2      | 1:0     | 2:1    |
| Mozambik      | 2:2           | X        | 1:2     | 1:0    |
| Namibia       | 0:0           | 1:0      | X       | 1:1    |
| Zambia        | 2:1           | 0:1      | 4:1     | X      |

## Wyniki

### Kolejka 1
| 10 czerwca 2017 15:00 CET | Zambia | 0:1(0:0)Raport | Mozambik · Ratifo 90+1' | Levy Mwanawasa Stadium, Ndola Sędzia: Victor Gomes |
|                           |        |                |                         |                                                    |

| 10 czerwca 2017 18:00 CET | Gwinea Bissau · Gomes 24' | 1:0(1:0)Raport | Namibia | Estádio 24 de Setembro, Bissau Sędzia: Daniel Laryea |
|                           |                           |                |         |                                                      |

### Kolejka 2
| 8 września 2018 16:00 CET | Namibia · Shilongo 79' | 1:1(0:0)Raport | Zambia · Shonga 90+2' | Sam Nujoma Stadium, Windhuk Sędzia: Juste Ephrem Zio |
|                           |                        |                |                       |                                                      |

| 8 września 2018 17:00 CET | Mozambik · Zainadine 43' · Reginaldo 90+2' | 2:2(1:0)Raport | Gwinea Bissau · Embaló 51' · Mendy 90+8' | Estádio do Zimpeto, Maputo Sędzia: Ahmad Imtehaz Heeralall |
|                           |                                            |                |                                          |                                                            |

### Kolejka 3
| 10 października 2018 17:30 CET | Zambia · Sunzu 17' · Shonga 52' | 2:1(1:0)Raport | Gwinea Bissau · Mendy 81' | National Heroes Stadium, Lusaka Sędzia: Hassan Mohamed Hagi |
|                                |                                 |                |                           |                                                             |

| 13 października 2018 17:00 CET | Mozambik · Mexer 26' | 1:2(1:2)Raport | Namibia · Shitembi 69' · Hotto 90+4' | Estádio do Zimpeto, Maputo Sędzia: Hélder Martins de Carvalho |
|                                |                      |                |                                      |                                                               |

### Kolejka 4
| 14 października 2018 16:00 CET | Gwinea Bissau · Piqueti 53' · Silva 61' | 2:1(0:1)Raport | Zambia · Shonga 13' | Estádio 24 de Setembro, Bissau Sędzia: Kokou Ognankotan Ntale |
|                                |                                         |                |                     |                                                               |

| 16 października 2018 19:00 CET | Namibia · Shalulile 73' | 1:0(0:0)Raport | Mozambik | Sam Nujoma Stadium, Windhuk Sędzia: Jean Marc Ganamandji |
|                                |                         |                |          |                                                          |

### Kolejka 5
| 17 listopada 2018 15:00 CET | Namibia | 0:0(0:0)Raport | Gwinea Bissau | Sam Nujoma Stadium, Windhuk Sędzia: Noureddine El Jaafari |
|                             |         |                |               |                                                           |

| 18 listopada 2018 14:30 CET | Mozambik · Reginaldo 63' | 1:0(0:0)Raport | Zambia | Estádio do Zimpeto, Maputo Sędzia: Joshua Bondo |
|                             |                          |                |        |                                                 |

### Kolejka 6
| 23 marca 2019 17:30 CET | Gwinea Bissau · Piqueti 12' · Mendy 90+5' | 2:2(1:0)Raport | Mozambik · 48' Rafito · 88' Divrassone | Estádio 24 de Setembro, Bissau Sędzia: Sadok Selmi |
|                         |                                           |                |                                        |                                                    |

| 22 marca 2019 17:30 CET | Zambia · Mulenga 12', 82' · Malama 55' · Kambole 90+2' | 4:1(1:0)Raport | Namibia · 90' Shalulile | Heroes National Stadium, Lusaka Sędzia: Bernard Camille |
|                         |                                                        |                |                         |                                                         |

## Strzelcy
3 gole
- Frédéric Mendy
- Justin Shonga

2 gole
- Piqueti
- Stanley Ratifo
- Reginaldo
- Peter Shalulile
- Augustine Mulenga

1 gol
- Carlos Embaló
- Edigeison Gomes
- Toni Silva
- Nelson Divrassone
- Mexer
- Zainadine Júnior
- Deon Hotto
- Benson Shilongo
- Petrus Shitembi
- Lazarous Kambole
- Donashano Malama
- Stophira Sunzu